# 诺德韦克会议
诺德韦克会议（Noordwijk Conference）是在1955年9月6日于荷兰南荷兰省诺德韦克举行的会议，以对墨西拿会议（Messina Conference）设立的斯巴克委员会（Spaak Committee）的工作进展进行评估。该会议由歐洲煤鋼共同體6个成员国的外交部长参加。会议主席是约翰·威廉·贝恩（Johan Willem Beyen），即后来的荷兰外交大臣。
在会议上，保罗-亨利·斯巴克递交了一份斯巴克委员会的临时报告，以便与会者评估该委员会技术活动的进展。斯巴克知会其同僚们在运输和常规能源（煤，石油）上的困难，并且也注意到农业问题。结果，斯巴克要求增加2个月时间以准备其最终报告。尽管取得了进展，但新闻稿导致了一个结论即委员会陷入了僵局。